# Аксаково (Белебеевский район)
Акса́ково (баш. Аксаков) — село в Белебеевском районе Республики Башкортостан Российской Федерации. Центр Аксаковского сельсовета. Бывший посёлок городского типа. 
Население на 1 января 2009 года составляло 3066 человек.

## География

### Географическое положение
Расстояние до:
- районного центра (Белебей): 10 км,
- ближайшей ж/д станции (Аксаково): 0 км.

## История

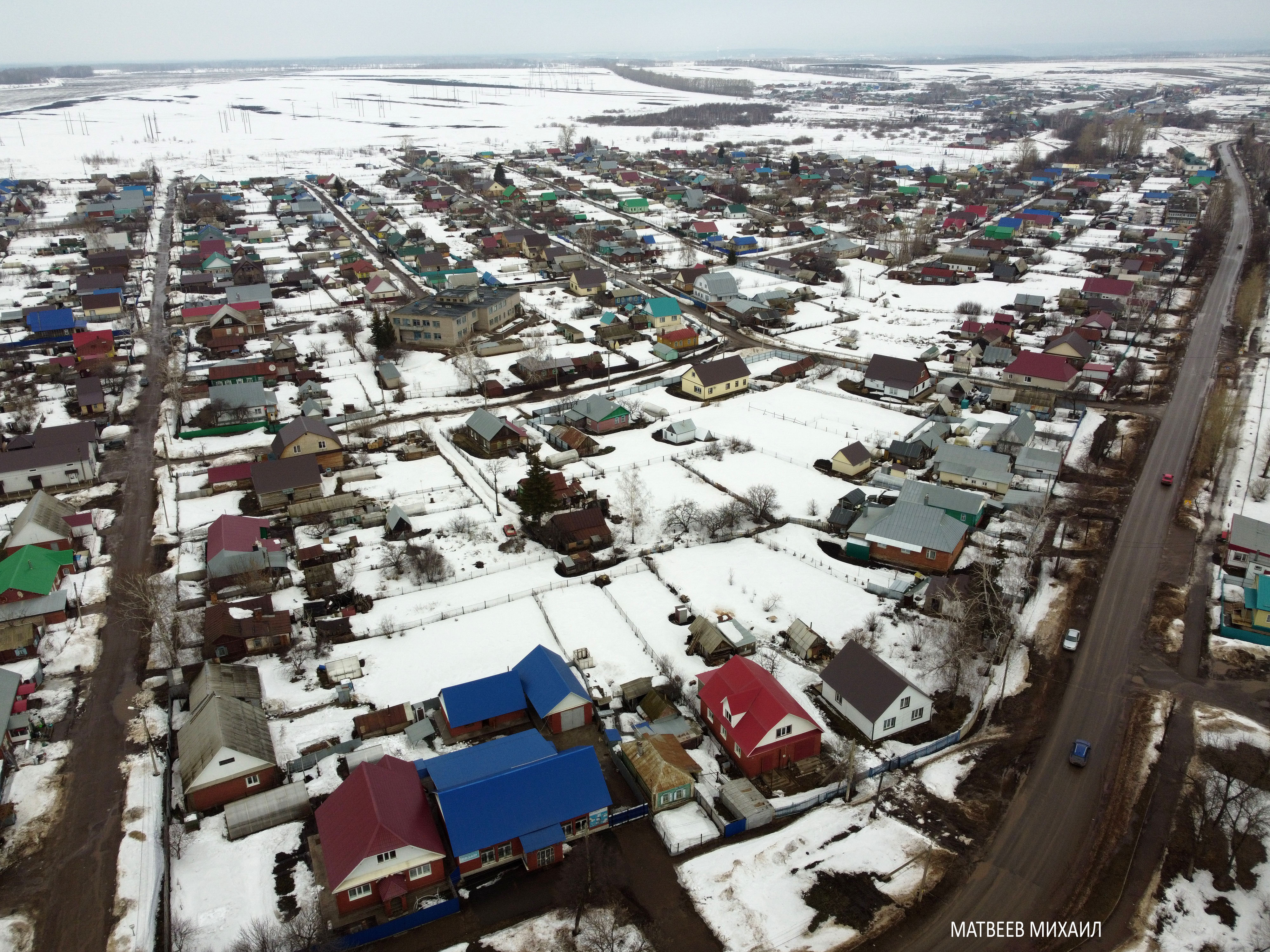
Аксаково с высоты птичьего полёта

Известно с 1917 года как железнодорожная станция и посёлок. Поселение образовалось на территории Белебеевского уезда при частной кумысолечебнице, также известной как санаторий имени Сергея Тимофеевича Аксакова.
В Аксаково с января по май 1942 года сформирована 124-я отдельная стрелковая бригада.

## Население
| 1939  | 1959  | 1970  | 1979  | 1989  | 2002  | 2009  |
| ----- | ----- | ----- | ----- | ----- | ----- | ----- |
| 1798  | ↗3724 | ↘3235 | ↘2912 | ↘2457 | ↗3173 | ↘3066 |
| 2010  | 2021  |       |       |       |       |       |
| ↗3131 | ↘3040 |       |       |       |       |       |

## Достопримечательности
- Каждый год здесь проходит Международные Аксаковские дни. В программу праздника входят посещение дома-музея Аксаковых, открытые уроки в местной школе, также другие мероприятия.

- Санаторий им. Аксакова представляет собой санаторно-курортный комплекс со своим подсобным хозяйством, гаражом и пожарной охраной. В Санатории есть прекрасная библиотека на 11000 книг, работает клуб. Проводятся интересные экскурсии[9][5].

## Религия
В селе есть мечеть.